# Raffaele Costa
Raffaele Costa (n. 8 septembrie 1936, Mondovì, Piemont, Italia) este un om politic italian, membru al Parlamentului European în perioada 1999-2004 din partea Italiei.
1. ↑  Deputații în Parlamentul European